# Escudo de Santa Cruz de Tenerife

Escudo de la Provincia de Santa Cruz de Tenerife.

Escudo de la Ciudad de Santa Cruz de Tenerife.

La versión actual del escudo de  la Provincia de Santa Cruz de Tenerife (Canarias, España), ha adoptado prácticamente todos los elementos de las armas de la ciudad de Santa Cruz de Tenerife y posee la siguiente descripción heráldica:

## Descripción
En un campo de oro (amarillo o dorado), una cruz latina de sinople (verde) apoyada en la cruz de Santiago de gules (rojo) y acompañada de tres cabezas cortadas de león o leopardo heráldico de sable (negro), linguadas de gules, dentadas de plata y colocadas dos y una; bordura de ondas de azur (azul) y plata cargada de un volcán de plata, de cuatro anclas del mismo metal (color) alternadas con tres castillos de plata almenados, mamposteados de sable y aclarados de azur.
Al timbre corona real cerrada que es un círculo de oro, engastado de piedras preciosas, compuesta de ocho florones de hojas de acanto, visible cinco, interpoladas de perlas y de cuyas hojas salen sendas diademas sumadas de perlas, que convergen en el mundo de azur o azul, con el semimeridiano y el ecuador en oro, sumado de cruz de oro. La corona forrada de gules o rojo.
El todo rodeado por dos ramas de laurel de sínople, afrutadas de gules.
La cruz latina de sinople o verde representa la Cruz de la Fundación de la ciudad de Santa Cruz de Tenerife, fundada en 1494 y de la que la ciudad toma su nombre. En el escudo aparece representada la Cruz de Santiago porque la ciudad resistió un ataque del almirante británico Horacio Nelson el mismo día de la celebración de la festividad de Santiago Apóstol.
Las cabezas cortadas de león simbolizan el triunfo de la ciudad sobre los almirantes ingleses Blake (1657), Jennings (1706) y Nelson (1797) , y han sido tomadas del escudo de Inglaterra que está compuesto por las figuras de tres leones heráldicos pasantes o tres leopardos pasantes ya que en la heráldica inglesa inicialmente no se diferenciaron. Las cabezas de los leones hacen alusión a los ataques sufridos por la ciudad de Santa Cruz de Tenerife como consecuencia de las ansias expansionistas de Gran Bretaña en el Atlántico, y la rivalidad con España por su control, durante los siglos XVII y XVIII.
La bordura con ondas de azur y plata representa al Océano Atlántico y el volcán que aparece en el escudo es el Teide. Las anclas aluden a la navegación que ha sido clave para la ciudad de Santa Cruz de Tenerife y los castillos representan las fortalezas de San Cristóbal, San Juan y Paso Alto que fueron puntos defensivos de Santa Cruz de Tenerife.
Las ramas de laurel simbolizan la victoria de Santa Cruz de Tenerife frente a los ataques británicos.
En el escudo usado por la ciudad de Santa Cruz de Tenerife figura la Cruz de Primera Clase de la orden española de la Beneficencia que le fue concedida a la población de Santa Cruz de Tenerife en 1893 por la Reina Regente María Cristina de Austria por su comportamiento durante una epidemia de cólera (véase: Pandemias de cólera en España).